# Sikhye

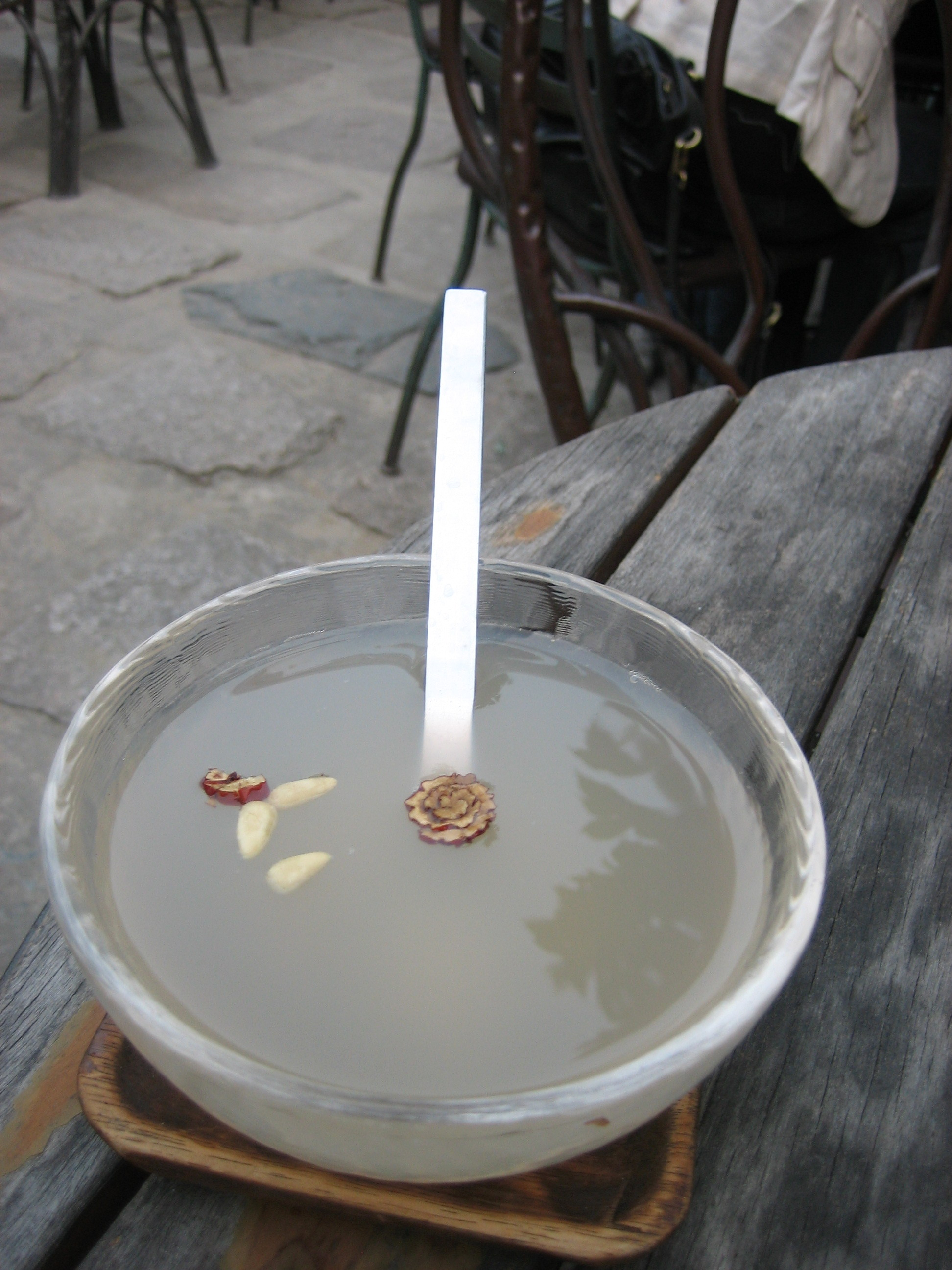
Korejský rýžový nápoj

Sikhye (korejsky 식혜) nebo také shikhye či shikeh, občas označovaný též jako dansul (단술) nebo kamžu (감주), je tradiční korejský sladký rýžový nápoj, který se obvykle podává jako zákusek. Kromě tekutého podílu obsahuje také zrnka vařené rýže a v některých případech i piniové oříšky.

## Příprava

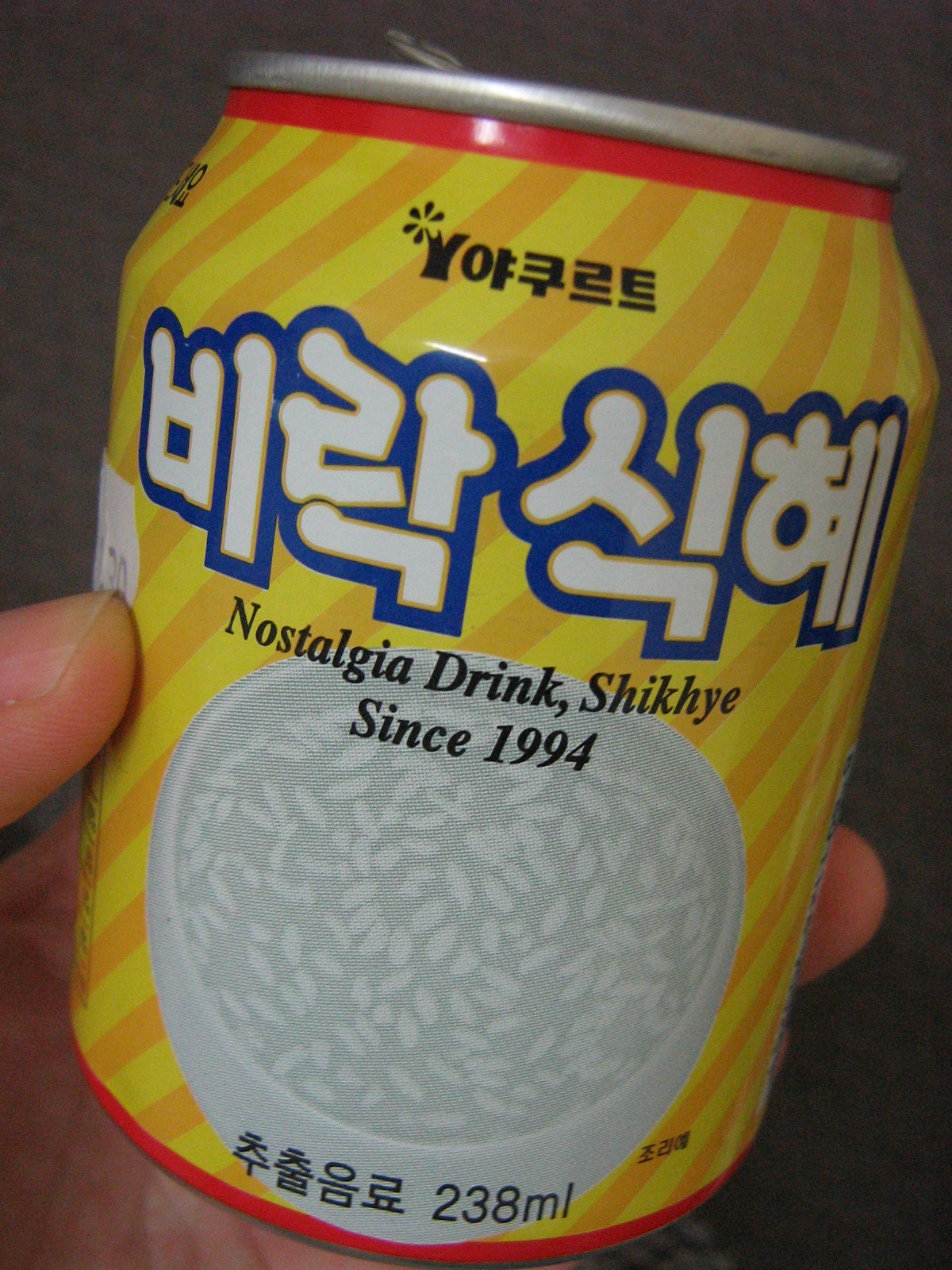
Plechovka Sikhye

Sikhye se připravuje tak, že se na vařenou rýži v nádobě nalije sladová voda, jež se nechá vylouhovat při teplotě 65 °C, dokud zrnka rýže nevyplavou na hladinu. Tato tekutina se poté opatrně slije a v nádobě se ponechá pouze hutnější část, jež se pak svaří s cukrem. Pro zpestření chuti se do hotové směsi často přidává zázvor či cicimek datlový (jujuba). Sikhye se podává chlazený.
V Jižní Koreji a v korejských obchodech na celém světě se sikhye prodává v plechovkách či plastových láhvích.